# ادیرسویل (جورجیا)
ادیرسویل، جورجیا (به انگلیسی: Adairsville, Georgia) یک شهر در ایالات متحده آمریکا است که در جورجیا واقع شده‌است.

## خصوصیات
ادیرسویل ۲۳٫۶ کیلومترمربع مساحت و ۴٬۶۴۸ نفر جمعیت دارد و ۲۱۹ متر بالاتر از سطح دریا واقع شده‌است.